# Джон Тервілліґер
Джон Тервілліґер (англ. John Terwilliger, 14 грудня 1957) — американський академічний веслувальник.
Срібний призер Олімпійських Ігор 1984 року в складі вісімки, учасник 1988 року.